# Smokuč
Smokuč (Duits: Smokutsch) is een plaats in Slovenië en maakt deel uit van de gemeente Žirovnica in de NUTS-3-regio Gorenjska. De plaats telde 534 inwoners op 1 januari 2020.